# Albert Gunzer
Albert Gunzer (* 13. August 1960 in Bad St. Leonhard im Lavanttal) ist ein österreichischer Großhändler und Politiker (Bürger Allianz, davor FPK, früher FPÖ bzw. BZÖ). Er war Abgeordneter zum Kärntner Landtag und war Stadtrat in Klagenfurt am Wörthersee.

## Ausbildung und Beruf
Gunzer besuchte die Volks- und Hauptschule und absolvierte von 1975 bis 1978 eine kaufmännische Lehre. Er war danach von 1978 bis 1982 als kaufmännischer Angestellter tätig und gründete 1983 eine eigene Handelsagentur. 1984 machte er sich mit einem Farbengroßhandel-Betrieb selbständig.

## Politik
Gunzer war stark in der Österreichischen Wirtschaftskammer (WK) engagiert und bereits von 1990 bis 1995 im Ausschuss „Farben-Lacke-Chemikalien“ der Kärntner Wirtschaftskammer aktiv. Zwischen 1995 und 2000 war er Gremialvorsteher-Stellvertreter sowie Mitglied im Wirtschaftskammerausschuss des Bezirks Klagenfurt und Berufsausbildungsausschuss. Danach war Gunzer zwischen 2000 und Mai 2006 Mitglied des Vorstandes der WK Österreich, Mitglied des Bundesgremiums der WK Österreich, Obmann-Stellvertreter des Landesgremiums der WK Kärnten, Mitglied des Finanzausschusses der WK Kärnten und Obmann des Ausschusses „Farben-Lacke“ an der WK Kärnten. Als sein höchstes Amt in der Wirtschaftskammer Kärnten bekleidete Gunzer zwischen Oktober 2000 und Mai 2006 die Funktion des Vizepräsidenten.
Neben seiner Tätigkeit in der Wirtschaftskammer war Gunzer zudem von 1997 bis 2001 Fachkundiger Laienrichter am Landesgericht Klagenfurt und von 2003 bis 2005 Aufsichtsrat der Stadtwerke Klagenfurt AG sowie Aufsichtsrat der BABEG.
Gunzer wurde am 31. März 2004 als Abgeordneter der FPÖ im Kärntner Landtag angelobt, wechselte jedoch wie nahezu alle Kärntner FPÖ-Abgeordneten nach der Parteispaltung zum BZÖ. Er war Mitglied im Ausschuss für Wirtschaft, Finanzen, Infrastruktur, Wohnbau und Verkehr. Am 4. April 2006 schied er wieder aus dem Landtag aus, nachdem er am 21. März das Amt des Stadtrates für Kultur und kommunale Dienste in Klagenfurt übernommen hatte.
Gunzer trat auch 2009 bei der Gemeinderatswahl in Klagenfurt an zweiter Listenplatz-Stelle an und wurde durch den großen Erfolg des BZÖ in Klagenfurt wieder in den Stadtsenat entsandt. Albert Gunzer war ab April 2009 1. Vizebürgermeister der Landeshauptstadt Klagenfurt. Außerdem war er Referent für Finanzen, Wirtschaft und Kultur.
Am 1. Oktober 2014 gab Gunzer bekannt, dass er bei der Gemeinderatswahl am 1. März 2015 in Klagenfurt mit einer eigenen Namensliste kandidieren werde. Grund für diesen Schritt sollen schon länger bestehende innerparteiliche Differenzen, vor allem mit Bürgermeister Christian Scheider, sein. Am 3. Oktober einigte sich Gunzer in einem Gespräch mit Scheider darauf, binnen zwei Wochen von all seinen bisherigen politischen Funktionen zurückzutreten. Sein Nachfolger als Vizebürgermeister wurde Wolfgang Germ. Gunzers Liste, die unter dem Namen Bürgerallianz kandidierte, erreichte bei der Gemeinderatswahl nur 3,47 % der Stimmen, Gunzer selbst erlangte bei der Direktwahl des Bürgermeisters 4,69 %. Infolge dieser Niederlage zog Albert Gunzer sich aus der Politik zurück.

## Privates
Albert Gunzer ist verheiratet und Vater dreier Söhne.